# Thảm sát Babyn Jar
Thảm sát Babyn Jar (tiếng Nga: Бабий Яр, Babiy Yar; tiếng Ukraina: Бабин Яр, Babyn Yar) là cuộc thảm sát của Đức Quốc xã đưa tới cái chết của hơn 33.000 người Do Thái tại hẻm núi Babyn Jar trong khu vực của thủ đô Ukraina, Kiev vào ngày 29 và 30 tháng 9 năm 1941. Tập đoàn quân số 6 dưới sự chỉ huy của Thống chế Walter von Reichenau đã cộng tác chặt chẽ với cơ quan SD (Sicherheitsdienst) trong những vụ giết người Do Thái vào các tháng trước đó, đã giúp đỡ trong việc hoạch định và thực hiện chương trình tiêu diệt.

## Lịch sử
Vụ thảm sát người dân Do Thái xảy ra sau khi Tập đoàn quân số 6 và đội Đặc nhiệm C của SS tiến vào Kiev. Chỉ huy chịu trách nhiệm là Thống chế Walter von Reichenau. Người Do Thái ở Kiev có tới 220.000 người trước cuộc xâm lược của quân Đức, phần lớn đã chạy trốn hoặc phục vụ trong Hồng quân; chỉ còn khoảng 50.000 ở lại, chủ yếu là người đàn ông lớn tuổi, phụ nữ và trẻ em. Quân đoàn XXIX, thuộc Tập đoàn quân số 6, đặt Kiev dưới luật chiếm đóng và bổ nhiệm Thiếu tướng Lục quân (đồng thời cũng là Chuẩn tướng SS) Kurt Eberhard làm người chỉ huy thành phố Kiev.

### Bối cảnh và quyết định
Một vài ngày sau khi chiếm được thành phố sau trận Kiev 1941, đã xảy ra tại trung tâm thành phố Kiev các vụ nổ và cháy, trong đó vài trăm binh sĩ Đức và người dân bị tử thương. Sau đó, vào ngày 27 tháng 9 năm 1941, các sĩ quan của quân đội và SS họp lại tại văn phòng của tướng Kurt Eberhard, trong số Chỉ huy trưởng Cảnh sát của Cụm tập đoàn quân Nam, Thượng tướng SS Friedrich Jeckeln, người chịu trách nhiệm cho vụ thảm sát Kamenetz-Podolsk cuối tháng 8 năm 1941, chỉ huy trưởng của đội Đặc nhiệm C, Thiếu tướng SS Otto Rasch, và chỉ huy của nhóm hành động đặc biệt 4a (nhóm SD và cảnh sát an ninh), Đại tá SS Paul Blobel. Họ quyết định giết chết một phần lớn người Do Thái ở Kiev, và che giấu ý định này bằng một cuộc "di tản của người Do Thái". Về việc phân chia công việc giữa quân đội và SS, Trung tá SS August Häfner, người đã tham gia cuộc họp này và các cuộc họp sau đó, tường thuật: "Chúng tôi đã phải làm việc dơ bẩn này. Tôi nghĩ mãi đến việc tướng Kurt Eberhard tại Kiev nói, các anh phải giết!". Đối với các thành viên của SS và quân đội, vụ giết người này cần phải được hợp pháp hóa là "sự trừng phạt đối với các cuộc tấn công"  Chính bản thân Thống chế Reichenau hỗ trợ vụ này, theo như một bản báo cáo của SS về Berlin: "Quân đội hoan nghênh các biện pháp và yêu cầu hành động cực đoan".

### Thủ phạm
Tham dự vào cuộc thảm sát là thành viên của SD và nhóm cảnh sát an ninh đặc biệt 4a (chỉ huy bởi Paul Blobel) thuộc đội Đặc nhiệm C của SS dưới sự chỉ huy của Otto Rasch, người chịu trách nhiệm cho cái gọi là các biện pháp điều hành chống lại dân thường, các thành viên của cảnh sát mật khu vực, dân quân Ukraina và quân đội Đức. Cả nhóm "Bucovina Kurin", một đơn vị quân sự của Tổ chức Quốc Dân Ukraina, tham gia tích cực trong cuộc thảm sát.

### Hành quyết
Vào ngày 28 tháng 9 năm 1941 thông báo về việc di tản người Do Thái ở Kiev đã được ban hành. Những người này nên đến ngày hôm sau gần nhà ga và mang theo quần áo ấm, tiền bạc, tài liệu cá nhân và đồ vật có giá trị. Cuộc kêu gọi này đã được tuân theo bởi nhiều người Do Thái hơn là dự kiến. Họ được dẫn theo từng nhóm ra khỏi thành phố vào hẻm núi đó, phải cởi bỏ quần áo của mình và sau đó bị bắn chết có hệ thống bởi súng máy. Trong vòng 36 tiếng đồng hồ vào 2 ngày, 29 và 30 tháng 9 năm 1941, 33.771 người Do Thái bị giết chết.

### Tường thuật người sống sót
Một trong số ít những người sống sót, Dina Pronitschewa, mô tả chuyện kinh dị này như sau:
| “ | Họ đã phải nằm úp mặt xuống các cơ thể của những người đã bị thảm sát và chờ đợi các viên đạn, đến từ trên cao. Sau đó đến nhóm tiếp theo. Người Do Thái đến và chết như vậy trong 36 tiếng. Có lẽ những người chờ chết và đã chết đều như nhau, nhưng mỗi người đều khác cho đến thời điểm cuối cùng, mọi người có những suy nghĩ và linh cảm khác nhau cho đến khi tất cả mọi thứ đã rõ ràng, và sau đó tất cả mọi thứ trở nên đen tối. Một số người chết với những suy nghĩ về những người khác, như người mẹ của cô gái xinh đẹp Sara mười lăm tuổi, người yêu cầu được chết cùng với con gái. Ở đây thậm chí ngay cả phút cuối cùng vẫn còn một lo lắng: Khi bà nhìn thấy con gái mình đã bị giết chết, bà sẽ không phải thấy cô ta bị hãm hiếp. Một bà mẹ trần truồng dành những khoảnh khắc cuối cùng của mình cho đứa con sơ sinh bú. Khi em bé còn sống bị ném vào khe núi, cô ta đã nhảy theo. | ” |

Trước khi nổ súng, theo các nhân chứng cũng có những trường hợp bạo lực tình dục đối với phụ nữ. Quân đội Đức đóng góp nhiều hơn là chỉ hỗ trợ hậu cần, qua việc bảo vệ thành phố và nơi hành quyết và đặt bom phá vỡ các bức tường hẻm núi sau vụ thảm sát để các mảnh đá vỡ che giấu các xác chết. Cho đến ngày 12 tháng 10, tổng cộng 51.000 người Do Thái bị giết. Các đồ dùng của người Do Thái bị lưu giữ trong một nhà kho và phân phối cho người bần cùng cũng như công dân gốc Đức ở Kiev. Những bộ quần áo đã được chất lên 137 xe tải và giao cho cơ quan phúc lợi nhân dân Đức Quốc xã.

## Nhận xét
- Theo nhà sử học Timothy Snyder trong một cuộc phỏng vấn năm 2016, người Đức hoạch định chiến tranh này ngay từ đầu như một cuộc chiến tranh hủy diệt. Hệ thống của Liên Xô được coi là không chính danh và vì vậy phải bị tiêu diệt. Ngoài ra, không chỉ Hồng Quân nên bị hủy diệt, mà còn cả các bộ phận dân chúng của Liên Xô: các quan chức cộng sản, và cả người Do Thái, những người kết nối với Đảng Cộng sản. Trong tư tưởng của Đức Quốc xã, những người Do Thái bị nguyền rủa và bị tuyên bố có tội về tất cả các vấn đề của Đức. Với lối suy nghĩ như vậy, người Do Thái có kết nối với Bolshevik, Bolshevik với người Do Thái.[11]